# Stefan Czarniecki
Stefan Czarniecki (1599 Czarnca – 16. února 1665 Sokolyvka) byl polský šlechtic a vojevůdce, polní hetman, vojvoda Ruského vojvodství v letech 1657–1664 a Kyjevského vojvodství v letech 1664–1665.

## Život
Pocházel z rodu drobné šlechty, jeho otec Krzysztof Czarniecki byl voják, dvořan a starosta města Żywiec. Absolvoval jezuitskou školu v Krakově a roku 1621 vstoupil do armády. Zúčastnil se bitvy u Chotynu proti osmanským Turkům roku 1621, pod vedením hetmana Stanisława Koniecpolského válčil proti Tatarům a Švédům. Účastnil se Smolenské války v letech 1632 až 1634. Roku 1648 byl pověřen úkolem potlačit Chmelnického povstání. V bitvě u pevnosti Kudak padl do zajetí, po podepsání příměří byl propuštěn. Roku 1652 byl zvolen do Sejmu. V době Švédské potopy zůstal věrný králi Janu Kazimírovi, řídil obranu Krakova a proti nepřátelské přesile volil účinnou partyzánskou válku, později přešel se svou družinou na ostrov Als, aby se přidal ke spojeneckým dánským jednotkám. Po uzavření Olivského míru se znovu přesunul na východ a bojoval proti Rusům, v únoru 1665 byl v bitvě raněn a na následky zranění zemřel, byl mu vystrojen státní pohřeb.
V Polsku je Czarniecki tradičně pokládán za národního hrdinu, bylo mu odhaleno několik pomníků, zmiňuje se o něm třetí sloka polské hymny, je také jednou z hlavních postav Sienkiewiczova románu Potopa. Bývají však také připomínány jeho negativní vlastnosti jako zpronevěry erárních peněz nebo mimořádná brutalita vůči civilnímu obyvatelstvu: organizoval pogromy na Židy, v roce 1653 nechal vyhladit ukrajinské městečko Pohrebyšče.